# Charles-Laurent Maréchal

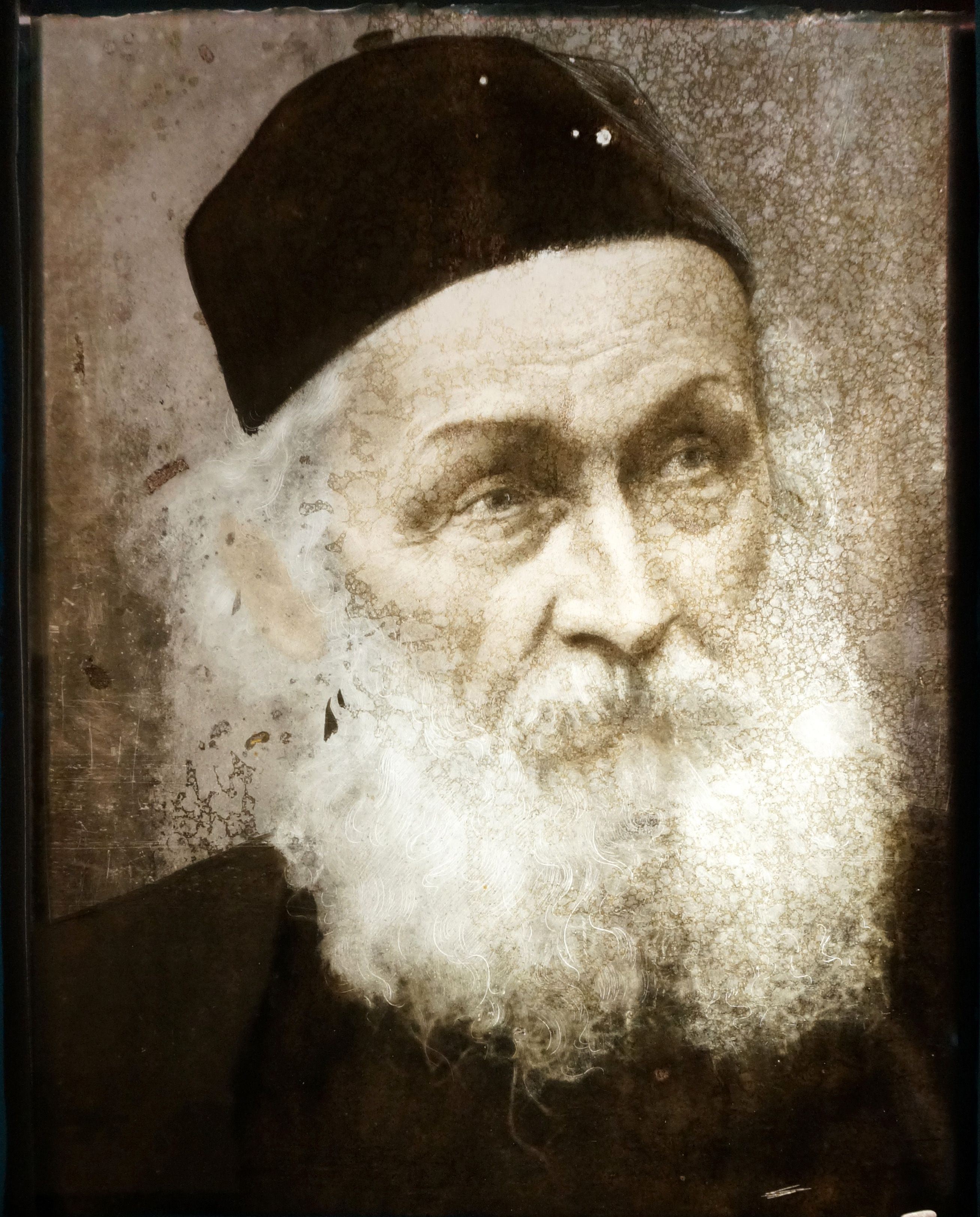
Autorretrato sobre cristal

Charles-Laurent Maréchal (Metz, 27 de enero de 1801 - Bar-le-Duc, 17 de enero de 1887) fue un pintor francés. 

## Biografía
Maréchal nació de padres pobres en Metz en 1801. Se crio como guarnicionero, pero su inclinación por el arte lo llevó temprano a París, donde durante varios años fue alumno de Jean-Baptiste Regnault. En 1825, regresó a Metz, y al año siguiente expuso en la Exposición del Departamento del Mosela, una imagen de 'Job,' que le procuró la medalla de plata de primera clase. 
En 1831, en la visita del rey Luis Felipe I a Metz, le presentó a ese soberano una imagen de su pintura titulada 'Oración', que obtuvo una mención de honor en el salón del año en curso. Entre sus restantes pinturas en óleo están 'Masaccio cuando era niño', 'La cosecha' y la 'Apoteosis de Santa Catalina' pintada en 1842 para la Catedral de Metz. Sin embargo, finalmente abandonó el óleo, como técnica, a favor del pastel, por estar mejor adaptado a su estilo libre e incompleto. En este medio produjo una gran cantidad de temas de tipo bohemio, como las 'Hermanas de la miseria', 'Leñadores húngaros' (1840), 'La Petite Gitana' (1841), 'Ocio', 'Angustia', 'Los Adeptos,'  por los cuales recibió sucesivamente medallas de tercera, segunda y primera clase. 
Pero más importante que todos estos trabajos fue la nueva industria que se le permitió establecer en su ciudad natal de pintura en vidrio. Sus producciones en esta línea, expuestas en la Gran Exposición de 1851, le otorgaron una medalla de primera clase; y con los dos vastos hemiciclos, que ejecutó para el Palacio de la Industria de París en 1855, obtuvo el grado de oficial de la Legión de Honor, ya que recibió la primera condecoración en 1846. Charles-Laurent Maréchal desde entonces   decoró con pinturas en cristal gran número de las principales iglesias de Francia; en París, San Vicente de Paul, Santa Clotilde, San Valere; las catedrales de Troyes, Metz, Cambray, Limoges y las iglesias parroquiales que son demasiado numerosas para mencionarlas.  Charles-Laurent Maréchal murió en Bar-le-Duc en 1887.
Su hijo, Charles-Raphaël Maréchal (1818 Metz -1886 París), fue un ingenioso pintor de género. Su "Simoom", "Halt at Evening" y "The Shipwrecked" se exhibieron en 1853 y 1857.